# ريتشي ريتشاردسون
ريتشي ريتشاردسون (12 يناير 1962 - ) (بالإنجليزية: Richie Richardson)‏ هو لاعب كريكت جنوب أفريقي. شارك في دورة ألعاب الكومنولث 1998. وشارك مع منتخب الهند الغربية للكريكت وWindward Islands cricket team ‏. أما مع النوادي، فقد لعب مع نادي مقاطعة يوركشاير للكريكت ‏ وLeeward Islands cricket team ‏ ونادي الشماليين للكريكت ‏.

## وصلات خارجية
- ريتشي ريتشاردسون على موقع إي آس بي آن كريك إنفو (الإنجليزية)